# Kościelisko (gemeente)
De gemeente Kościelisko is een landgemeente in het Poolse woiwodschap Klein-Polen, in powiat Tatrzański.
De zetel van de gemeente is in Kościelisko.
Op 30 juni 2004 telde de gemeente 7995 inwoners.

## Oppervlakte gegevens
In 2002 bedroeg de totale oppervlakte van gemeente Kościelisko 136,37 km², waarvan:
- agrarisch gebied: 26%
- bossen: 63%

De gemeente beslaat 28,92% van de totale oppervlakte van de powiat.

## Demografie
Stand op 30 juni 2004:
| Omschrijving                   | Totaal | Totaal | Vrouwen | Vrouwen | Mannen | Mannen |
| ------------------------------ | ------ | ------ | ------- | ------- | ------ | ------ |
| eenheid                        | aantal | %      | aantal  | %       | aantal | %      |
| inwoners                       | 7995   | 100    | 4075    | 51      | 3920   | 49     |
| bevolkingsdichtheid (inw./km²) | 58,6   | 58,6   | 29,9    | 29,9    | 28,7   | 28,7   |

In 2002 bedroeg het gemiddelde inkomen per inwoner 1174,26 zł.

## Administratieve plaatsen (sołectwo)
Dzianisz, Kościelisko, Witów.

## Aangrenzende gemeenten
Czarny Dunajec, Poronin, Zakopane.
De gemeente grenst aan Slowakije.